# Peter Phillips (artista)
Peter Phillips (Birmingham, 21 de mayo de 1939-23 de junio de 2025) fue un pintor del pop art británico.
Fue uno de los pioneros del “arte pop”, movimiento surgido en Gran Bretaña y que luego se extendió a EE. UU. Phillips ha influido a muchos artistas, como el español Ceesepe.

## Biografía
Inició su formación artística en su ciudad natal, en el centro "Moseley Road" (1953-55) y en el "Birmingham College of Art" (1955-59), y la completó en el "Royal College of Art" de Londres (1959-62), donde conoció a Ronald Kitaj y a David Hockney. 
Sus primeros cuadros, inspirados en el ambiente industrial de Birmingham, se pueden calificar de “realismo social”, pero pronto se interesó por el expresionismo abstracto de Clyfford Still y de Willem de Kooning. 
En 1959 montó su primera exposición individual, y con una beca viajó a Italia, interesándose en los primitivos anteriores al Renacimiento: Cimabue, Giotto, Paolo Uccello… 
En sus últimos años de estudios en Londres, produjo algunos de los primeros ejemplos del nuevo movimiento “pop”, como “Entertainment machine”, de 1961 (Londres, Tate Gallery), donde se mezclaban objetos de la cultura popular (cómics y máquinas de “pinball”) en una ordenación simétrica, inspirada en los altares medievales italianos y en la abstracción geométrica. 
En 1964 obtuvo una beca y se trasladó a EE. UU., donde entabló amistad con los principales nombres del naciente “pop art” americano. En Nueva York empezó a formar su estilo más personal: prescindió de los pinceles y aplicaba los colores a pistola, buscando un acabado industrial, diametralmente opuesto a lo que se entendía por obra de arte. Su serie “Custom Painting” iniciada en 1964 reúne motivos tomados de publicaciones, y Phillips mostró un creciente interés por la estética maquinista.
En 1963, Phillips ya había participado en la Bienal de París, pero la muestra que marcó un hito en su carrera fue la colectiva del “pop art” expuesta en La Haya, Viena y Berlín (1964). En 1965 se le dedicó una individual en la "Kornblee Gallery" de Nueva York.
En 1966, retornó a Europa, se instaló en Suiza y posteriormente (1988) abrió otro taller en Mallorca. Ejerció como profesor invitado en la "Hochschule" de Hamburgo (1968-69).
Su dominio de la pintura a pistola es patente en su serie “Mosaikbild”, de mediados de los 70, cercana al realismo fotográfico americano. En la década siguiente, Phillips se distanció un tanto del “pop” a favor de una figuración menos inteligible y de colorido más denso.
Se le dedicó una antológica en Münster (1972), y otra en la Tate Gallery de Londres (1976). Otra, itinerante (1982-83), recorrió seis ciudades británicas.
Su producción más reciente incluye ensamblajes y pinturas de formatos atípicos, dentro de su habitual acabado cuasi-industrial, e incluso ha diseñado portadas de discos (The Strokes). 
Phillips fue incluido en una colectiva sobre el “pop” británico en el Museo de Bellas Artes de Bilbao (2005).